# Cantó de La Rochelle-9
El cantó de La Rochelle-9 és un cantó francès del departament del Charente Marítim, al districte de La Rochelle. Compta amb tres comunes (L'Houmeau, Lagord i Nieul-sur-Mer i part del de La Rochelle.
| Data d'elecció                           | Identitat            | Partit        | Qualitat |
| ---------------------------------------- | -------------------- | ------------- | -------- |
| 1982-1988                                | Gérard Gomès         | PS            |          |
| 1988-2008                                | Jean-François Douard | Divers droite |          |
| 2008-                                    | Jack Dillenbourg     | PS            |          |
| les dades anteriors no són pas conegudes |                      |               |          |
|                                          |                      |               |          |